# Право на преминаване
Правото на преминаване (на латински: jus eundi) е вид ограничено вещно право или сервитут (на латински: servitus praediorum), при който собственикът на един имот е длъжен да търпи преминаването през своя имот на ползвателите на друг имот. Материята на правото на преминаване е част от Вещното право.

## История
Налице се две традиции в оформянето на този сервитут в различните правни система – едната е средиземноморска, намерила израз в кодификацията на Римското право, а другата произхожда от обичаите на северноевропейските и скандинавските народи.

### Оформяне в Римското право
Римските юристи открояват различни видове на правото на преминаване, в зависимост от начина:
1. при на преминаване пеша, на кон или на носилка се използва израза на латински: jus eundi (iter);
2. преминаване с кола, каруца или на стадо добитък се нарича на латински: actus;
3. прокарването на публичен път се означава с различен термин – на латински: via (via munita);
4. водопрокарване – на латински: aqueductus.

Вещните тежести или насрещните задължения на собственика на обслужващия имот да търпи преминаване от или до другия имот се означава с израза на латински: transitum dare.

### Обичаи и традиции в северноевропейските страни
Традициите на северноевропейските народи намират отражение в съвременното разбиране в англосаксонската правна система.

## В континенталната правна система
Всички правни системи от континенталното право следват основните принципи от Римското право, във вида им, кодифициран в Еклогата и впоследствие в Наполеоновия кодекс през 1804 г.

### В България
България следва традицията на Римското право в това, че правото не е лично (или персонално), то не следва конкретно лице, а засяга имоти, като имотът, през който се преминава се наричан „служещ имот“, а имотът, до който се достига, се нарича „господстващ имот“.
Законът за собствеността от 1951 г. в своя чл. 55 не отличава различните сервитути, те са откроени от съдебната практика. Правото на преминаване като вид вещно право може да се учреди по три начина:
1. На договорно основание, след сключен договор със собственика; изискуемата от закона форма е писмена с нотариална заверка на подписите;
2. С акт на орган на власт, обикновено това е Кметът на общината, на територията на която се намира имота, по реда на чл. 192 от ЗУТ; в много общини тези правомощия се делегират на Главните архитекти на общината; за държавни имоти правомощията са у областния управител (чл. 192, ал. 3 от ЗУТ), при наличие на разрешение от МРРБ по (чл. 192, ал. 5 от ЗУТ);
3. По давност (т. нар. оригинерен способ).[8]

### Във Франция
Правото на преминаване (на френски: droit de passage) е подробно уредено е в чл. чл. 682 685 – 1 на Френският граждански кодекс. Френската уредба следва принципа на възможно най-малкото засягане на обслужващия имот.

### В Белгия
Вещното право на преминаване (на френски: droit de passage, на фламандски: recht van uitweg) е уредено в чл. чл. 682 - 685 на Белгийския граждански кодекс. 

## В англосаксонската правна система
Основната разлика в съдържанието на правото на преминаване по англосаксонската правна система (т. нар. на английски: Common Law) е във възможността да се учреди не само в полза на собственика на конкретен господстващ имот, но и също и в обществена полза.  

### Като вещно право в частна полза
Англосаксонското право определя правото на преминаване на английски: right of way като субективно (т.е. частно) вещно право, когато бенефициент е конкретен имот или конкретно лице. То е подвид на ограничено вещно право  или (на английски: easement). Отграничава се случая на учредяване в полза на собственик на друг имот (господстващ имот) от особения случай на учредяване в полза на несобственик – последното не се счита за вещна тежест (на английски: easement), а за разрешение в полза на конкретно лице (на английски: license).

### Право на преминаване в публична полза
Този вид право на преминаване е публично, принадлежи на всички членове на обществото и може да се използва за достигане до множество различни други имоти – както до обществени (или кралски) пътища, така и до частни имоти. При това положение, със същото понятие в англосаксонското право се означава и правото на всички да преминават през обществени или публични имоти. Съдържанието му подобно на римското право на прокарването на публичен път – на латински: via (via munita).

### Правила за движение по пътищата
В законодателствата на някои англоезични държави терминът право на преминаване (на английски: right of way) се използва като взаимозаменяем с термина предимство (на английски: priority) в правилата за движение по пътищата.